# ألما (كولورادو)
ألما (بالإنجليزية: Alma, Colorado)‏ هي بلدة تقع في مقاطعة بارك، كولورادو بولاية كولورادو في الولايات المتحدة. تبلغ مساحتها 0.937 (كم²)، وترتفع عن سطح البحر 3158 م، بلغ عدد سكانها 270 نسمة في عام 2010 حسب إحصاء مكتب تعداد الولايات المتحدة وتصل الكثافة السكانية فيها 289.5 نسمة/كم2.

## معرض صور

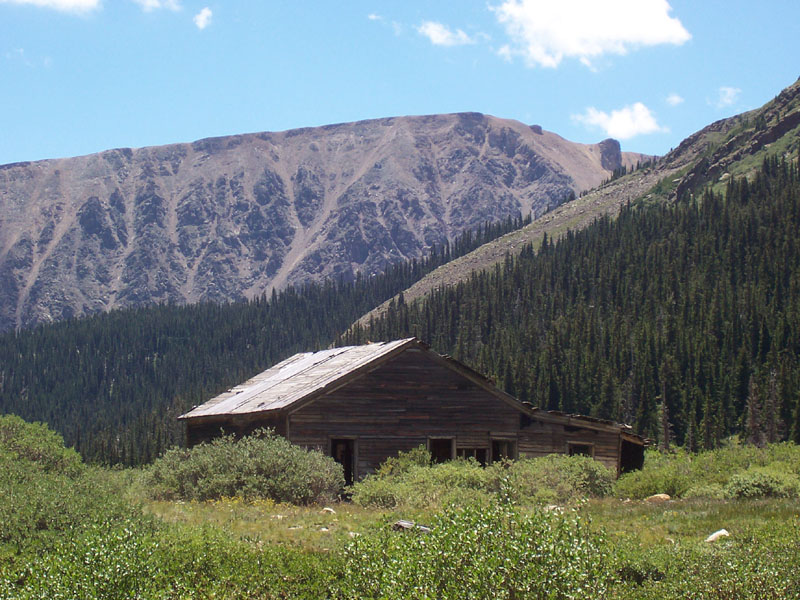
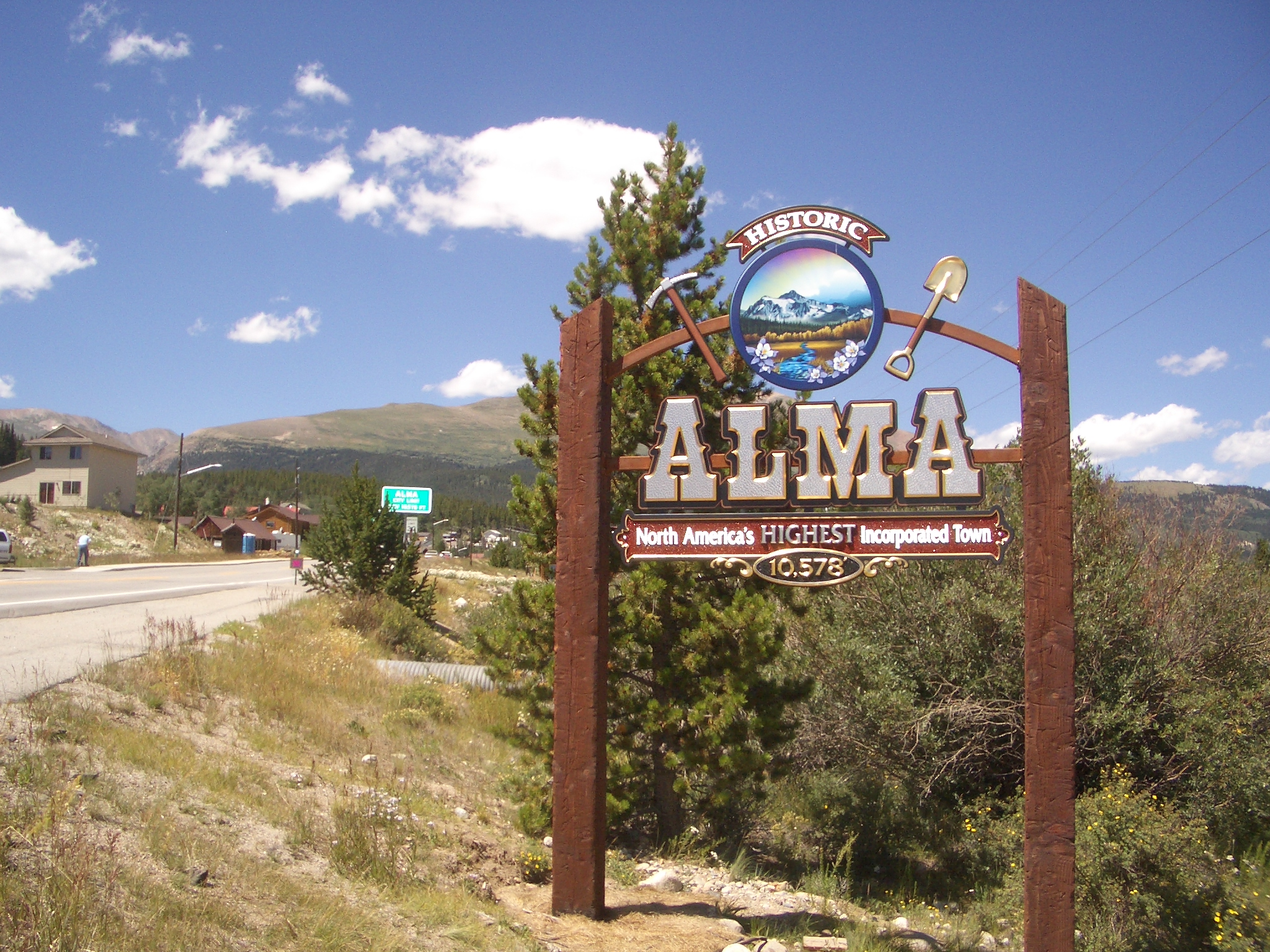
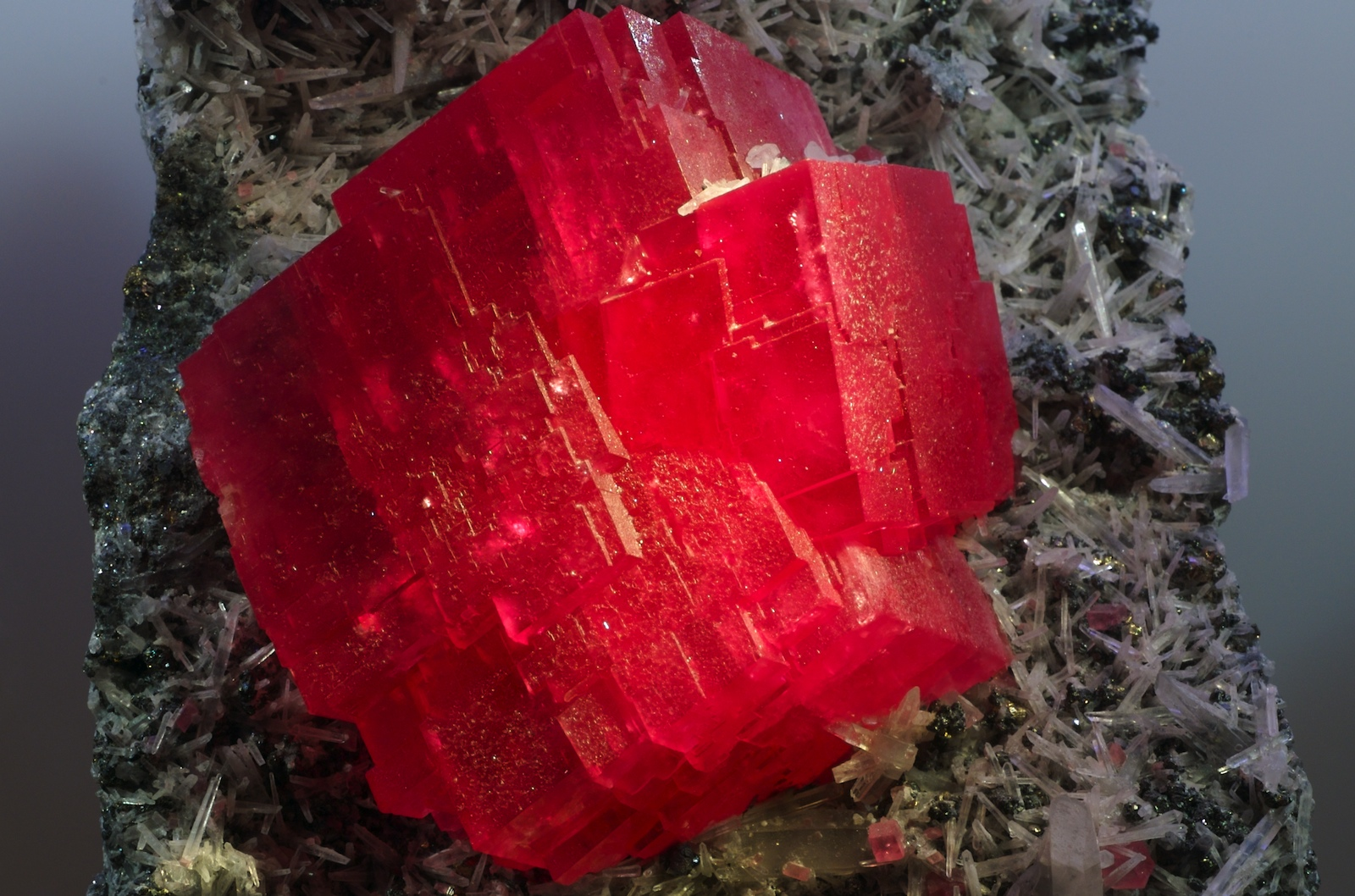

## وصلات خارجية
- www.townofalma.com
- The US50 - Cities and Towns in Colorado State
- Colorado Cities and Towns, Facts, Map, Flag, Colleges, Government, and More